# Manoel Junior
Manoel Alves da Silva Junior (Pedras de Fogo, 21 de fevereiro de 1964 — João Pessoa, 28 de fevereiro de 2023), mais conhecido como Manoel Junior, foi um médico e político brasileiro, filiado ao Partido Solidariedade. Foi prefeito do município paraibano de Pedras de Fogo de 1.º de janeiro de 2021 até a sua morte.

## Biografia
Formado em medicina pela Universidade Federal da Paraíba (UFPB) e pós-graduado em cirurgia geral pelo Hospital Getúlio Vargas, foi prefeito de Pedras de Fogo por três mandatos, deputado estadual da Paraíba, vice-prefeito de João Pessoa e exerceu por três mandatos consecutivos o cargo de deputado federal pelo estado da Paraíba.
Foi também administrador do Hospital Distrital de Pedras de Fogo, entre 1987 e 1988, presidente da Federação das Associações dos Municípios da Paraíba, de 1997 a 2002, e secretario-geral da Confederação Nacional dos Municípios, de 1998 a 2002.
Nas eleições municipais de 2016, candidatou-se a vice prefeito da capital paraibana, na chapa encabeçada pelo então prefeito, Luciano Cartaxo, o qual tentava a reeleição, saindo vencedores logo em primeiro turno. Em 30 de dezembro de 2016 anuncia a renúncia do cargo de Deputado Federal para assumir, pela segunda vez, o cargo de vice-prefeito de João Pessoa.
Nas eleições de 2018, filiado ao Partido Social Cristão, voltou a ser candidato a deputado federal e obteve 30.311 votos, não conseguindo êxito.
Foi eleito novamente prefeito do município de Pedras de Fogo, nas eleições de 15 de novembro de 2020, pelo Partido Solidariedade, com 52,03% dos votos válidos, correspondeste a 9.789 votos no total.

## Polêmicas
Em 2011 a Presidente Dilma Rousseff vetou o nome de Manoel Júnior para o Ministério do Turismo por seu envolvimento no assassinato do vereador José Barros, em 2000, no município de Pedras de Fogo. Apesar de ser citado na CPI da Pistolagem, e haver testemunhas que atestam sua participação em grupos de extermínio da Paraíba. O relatório da CPI, presidida pelo deputado Bosco Costa (PSDB-SE), foi feito pelo deputado Luiz Couto (PT-PB) e aprovado em novembro de 2005.
À época, em uma rádio local, uma das testemunhas do caso Manoel Mattos, vereador petista morto em Pedras de Fogo por um grupo de extermínio, denunciou que o deputado teria pago R$ 40 mil para encomendar o crime.
O então deputado declarou diversas vezes que estava sento vítima de perseguição política, tendo em vista que a sua vontade de se candidatar a prefeito de João Pessoa, a alegação foi confirmada pela Policia Federal da Paraíba que confirmou que não consta nenhum indiciamento contra Manoel Junior em qualquer inquérito instalado pela corporação. 
No momento em que a Operação Lava-Jato revelou a existência de dezenas de contas de políticos e dirigentes da Petrobras no exterior, o Poder Executivo enviou ao plenário da Câmara dos Deputados o projeto de lei que permitia a repatriação de ativos enviados para fora do país sem aviso à Receita Federal. A proposta chegou cercada de polêmica. Seu relator, o deputado Manoel Júnior (PMDB-PB), fez uma série de alterações que poderiam abrir as portas para a legalização de dinheiro decorrente de crimes como descaminho, caixa dois e formação de quadrilha.
O projeto da repatriação que foi encaminhado pelo governo ao Legislativo permitia a legalização de dinheiro remetido para o exterior, desde que ele fosse decorrente de sonegação fiscal, evasão de divisas ou lavagem de dinheiro relacionado ao envio desses valores. O objetivo era arrecadar cerca de R$ 11 bilhões com o pagamento de Imposto de Renda e multar quem obteve o dinheiro legalmente no Brasil, mas tentou escondê-lo do Leão.
Manoel Júnior, no entanto, incluiu na proposta recursos decorrentes de qualquer lavagem de dinheiro, caixa dois, descaminho, falsidade ideológica e até formação de quadrilha relacionada diretamente a esses crimes. Acrescentou ainda a anistia aos envolvidos. Esse benefício só não valerá para pessoas que tenham uma condenação transitada em julgado (sem a possibilidade de recursos).
A proposta do Executivo fixava o valor do Imposto de Renda a ser pago pelos recursos repatriados em 17,5%, mais 17,5% de multa, num total de 35%. Uma parte da arrecadação obtida com esse pagamento seria destinada à criação de um fundo de compensação para os estados pela reforma do ICMS. No entanto, o relator acabou com essa vinculação e ainda reduziu os percentuais para 15% de Imposto de Renda e 15% de multa, chegando a um total de 30%.
O deputado Miro Teixeira (Rede-RJ) afirmou, em plenário, que o projeto "parece servir para regularizar a situação de réus ou de investigados da Operação Lava Jato". "É como se o Estado brasileiro estivesse cobrando propina para liberar o crime", criticou também da tribuna o deputado Daniel Coelho (PSDB-PE).
Votou a favor do Processo de impeachment de Dilma Rousseff.
Manoel Júnior ficou conhecido por fazer parte da chamada "Tropa de Choque de Cunha", grupo composto por 9 (nove) Deputados Federais que teve como objetivo obstar no Conselho de Ética todas as tentativas de investigação e punição do Presidente da Câmara Eduardo Cunha, o qual tem contas em seu nome na Suíça. Trabalhou ativamente na campanha do colega de partido à presidência da Câmara. Ele é amigo de Cunha e, de acordo com reportagem da revista Época, cantou seis músicas em festa de aniversário de Cunha em Brasília. No Conselho de Ética, é um dos deputados mais atuantes na defesa de Cunha. Manoel Junior costuma apresentar reiterados questionamentos nas sessões do Conselho de Ética, como uma manobra para adiar ao máximo o andamento do processo.
Já durante o Governo Michel Temer, votou a favor da PEC do Teto dos Gastos Públicos. posteriormente, foi eleito vice-prefeito de João Pessoa, renunciando ao mandato de deputado. Em seu lugar, na 55.ª legislatura, assumiu André Amaral.

## Escândalo das passagens aéreas
Em 2009 foi revelado que Junior envolveu-se no escândalo das passagens aéreas, crise política brasileira sobre o uso irregular da cota de passagens aéreas por parlamentares do Congresso Nacional. À época, Junior era o quarto suplente da Mesa Diretora da Câmara dos Deputados e usou a cota para viajar a Buenos Aires.

## Morte
Manoel Junior estava internado desde o dia 22 de fevereiro de 2023 na Unidade de Terapia Intensiva (UTI) do Hospital Nossa Senhora das Neves, em João Pessoa. O político lutava há aproximadamente um ano contra um câncer no pâncreas.